# نشانه فریدرایش
نشانه فریدرایش (انگلیسی: Friedreich's sign) در پزشکی، به افت بیش‌ازحدِ فشارِ دیاستولیک وریدی مرکزی در بیماری «پریکاردیت فشارنده» (Constrictive pericarditis) گفته می‌شود که نشانه‌اش، فروافتادگی (کلاپس) وریدهای گردن یا افت شدید فشار وریدهای مرکزی است. تشخیص اولیه علامت فریدرایش از طریقه الکتروکاردیوگرافی انجام می شود.
نشانه فریدرایش نامش را از نیکلاس فریدرایش می‌گیرد.